# Державна академічна симфонічна капела Росії
Державна академічна симфонічна капела Росії (рос. Государственная академическая симфоническая капелла России) — російський колектив, що виник в 1991 році в результаті злиття Симфонічного оркестру Міністерства культури СРСР та Державного Камерного хору СРСР під назвою Симфонічна капела СРСР.

## Творчі особливості колективу
Злиття оркестру і хору в один колектив залишається досить незвичайною практикою для російської музичної життя і веде до переваги в репертуарі колективу творів для хору та оркестру: ораторій кінця XVIII XIX століття і всього, реквіємів (Керубіні, Верді, Моцарта, Брамса), опер у концертному виконанні.

## Керівники хору
- Валерій Полянський (з 1971 г.)

## Керівники оркестру
- Самуїл Самосуд (1957-1964)
- Юрій Аронович (1964-1971)
- Максим Шостакович (1971-1981)
- Геннадій Рождественський (1981-1992)
- Валерій Полянський (з 1992 р.)